# Crăciunești (okręg Vaslui)
Crăciunești – wieś w Rumunii, w okręgu Vaslui, w gminie Rebricea. W 2011 roku liczyła 335 mieszkańców.